# Kis-Duna

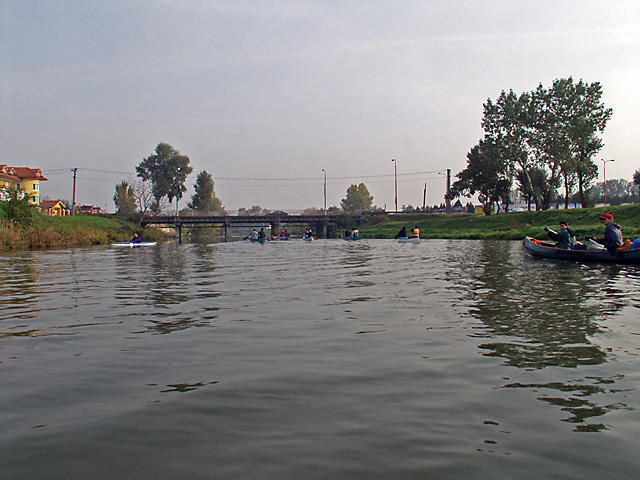
A Kis-Duna Vereknyénél

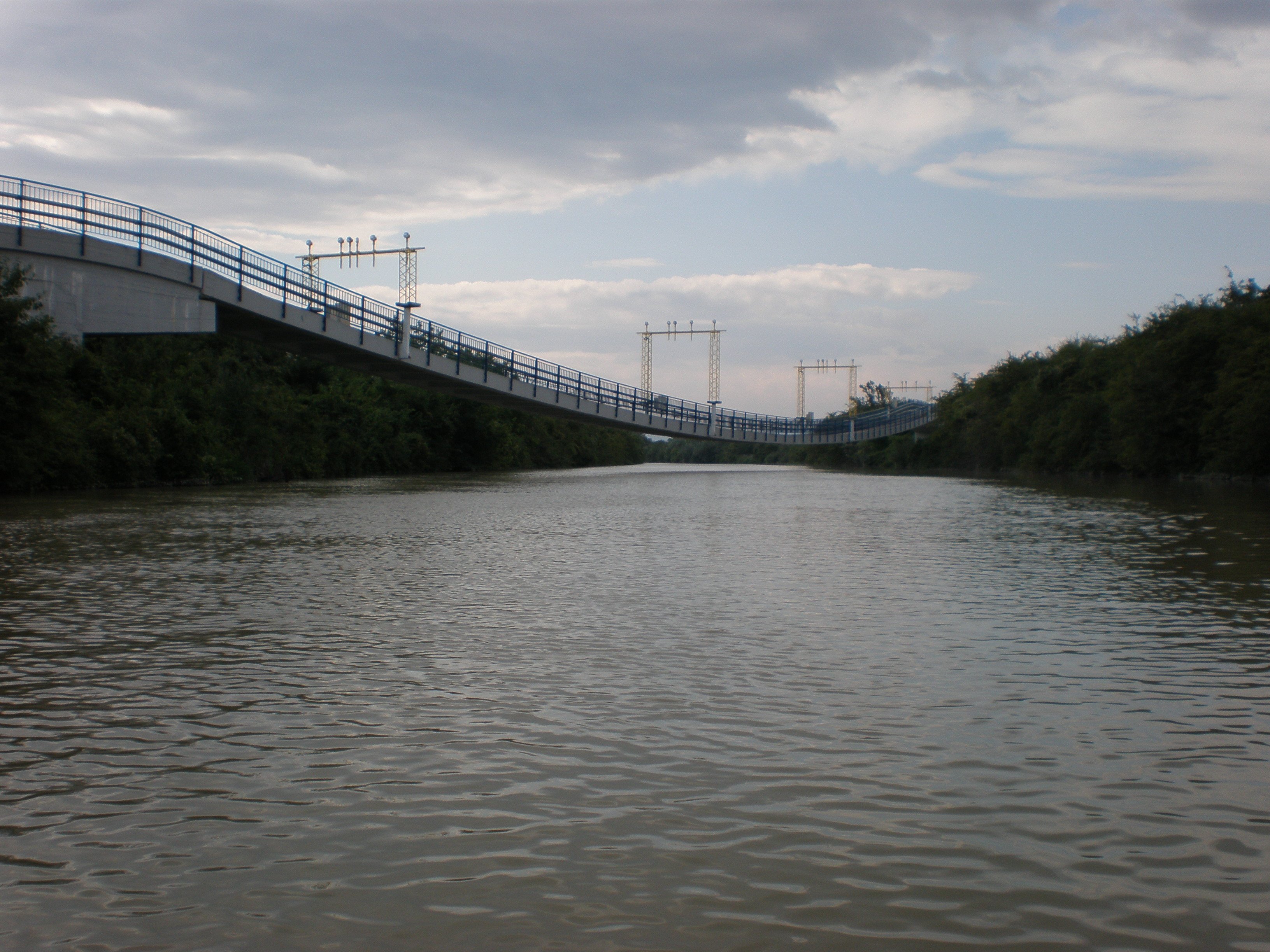
Híd a pozsonyi repülőtér közelében

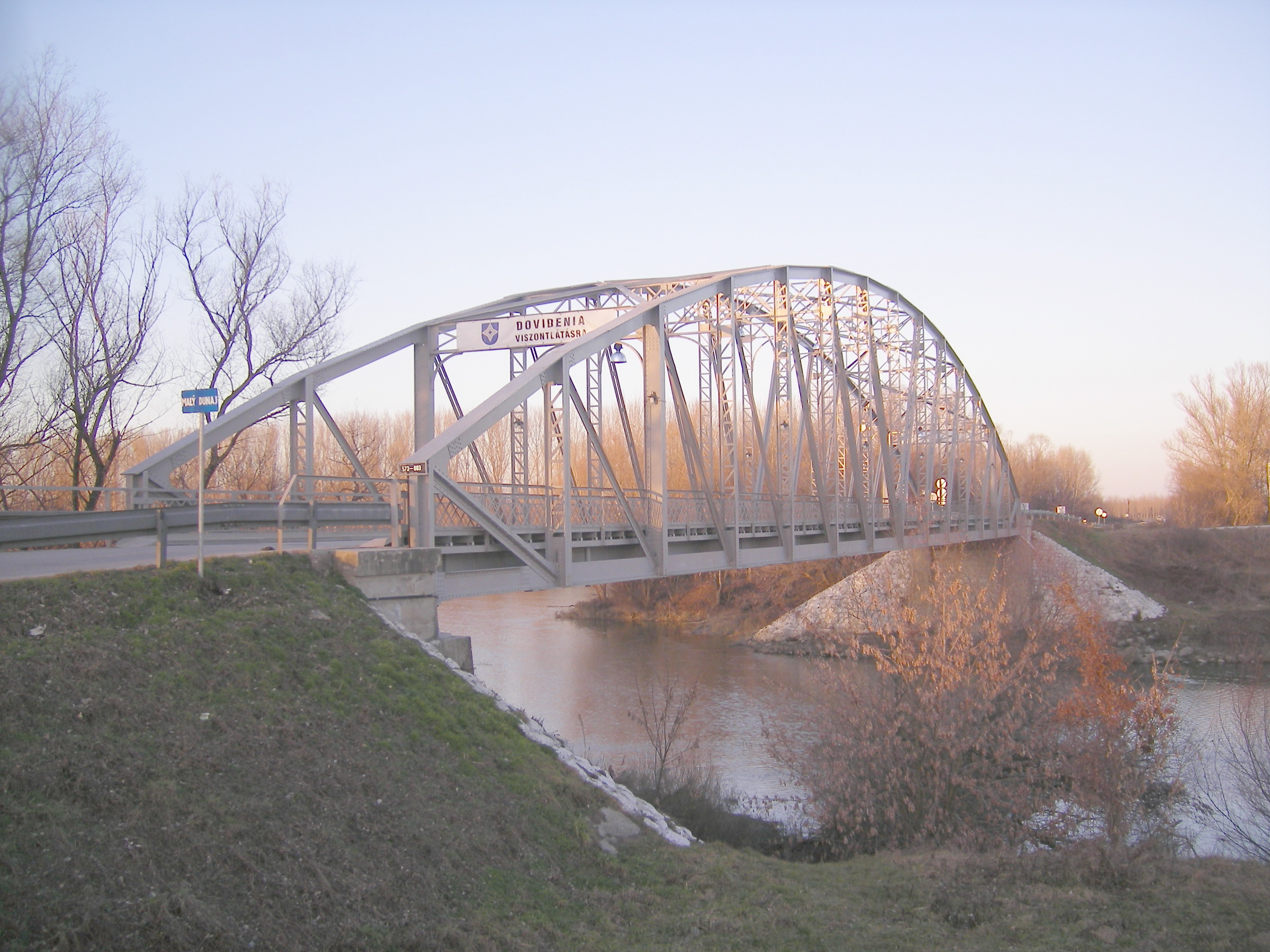
Híd a folyó felett Gútánál

A csallóközi Kis-Duna (Csalló) (szlovákul: Malý Dunaj, németül: Kleine Donau) a leghosszabb és legnagyobb Duna-ág, 135 km hosszan folyik a Csallóköz, Európa legnagyobb folyami szigetrendszerének északi szélén (amely alatt az egyik legnagyobb ivóvízkészlet található), Pozsony alatt (Vereknyénél) ágazik ki a főágból. Síksági folyó, egyenletesen mérsékelt folyása van. Gátak közé szorított mederben folyik egészen Dunahidas községig, onnan tovább számos kanyarral az eredeti medrében, 30-50 méter közötti szélességben, jellegzetes ártéri erdőktől övezve.
E terület magyar nevének eredete összefügg a Csalló nevű Duna-ággal, amelyen a Kis-Duna értendő.
A középkortól a legfontosabb hajózható ág volt, a Mosoni-Dunát csak kisebb hajók használhatták, a kettő közti többi ág pedig változó medrű, hajózhatatlan volt (A mai Nagy-Duna medret Mária Terézia ásatta-kotortatta ki, és gátakkal akadályozták meg a megváltozását).
A Csallóközt behálózó mellékágak felső végét gyakran lezárták, és lejjebb (a régi Duna-ág-név helyett) patak elnevezéssel folyik bele. A Kis-Dunába torkollnak a Fekete-víz, a Tőkés-patak és a Dudvág.

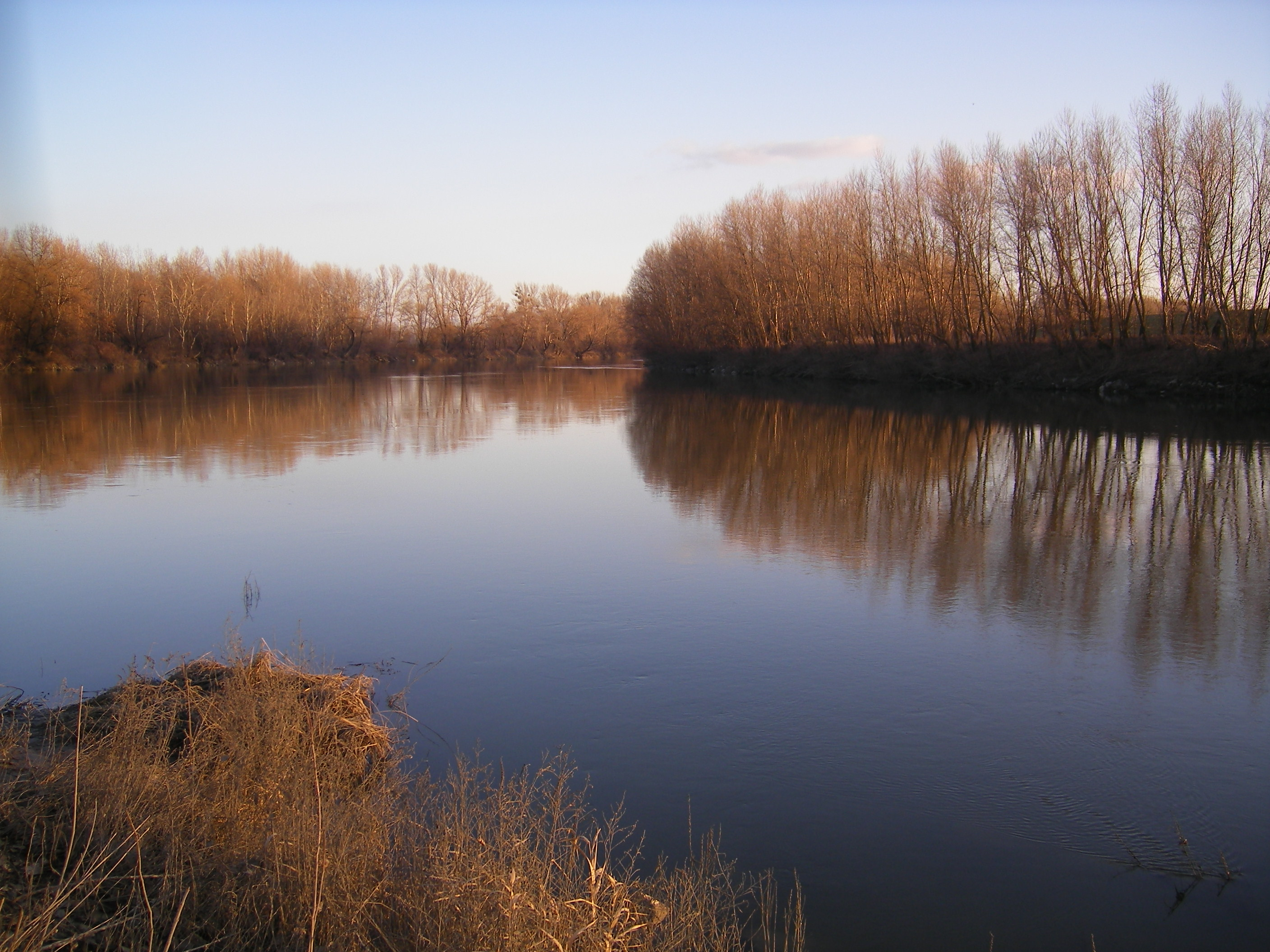
A Kis-Duna és a Vág összefolyása Gútánál

Gútánál folyik bele a Vág. Együtt alkotják a Vág-Dunát, ami Komáromnál a Dunába torkollik.
A Kis-Duna számos vízi élőlénynek szolgál otthonául. A madarak közül a szürkegém, a búbos vöcsök, a vadkacsa, a halászsas és a szárcsa, az emlősök közül a vidra, a pézsmapocok, a hód és a nyest, a halak közül pedig a harcsa, a ponty és a csuka élnek itt.
A Kis-Duna kiváló lehetőséget biztosít a víziturizmusra, kezdők és kisgyerekes családok számára egyaránt alkalmas. A turisták által legismertebb és valószínűleg leglátogatottabb táborozóhely Jókán a cölöpösmalom mellett található, ahol büfé-söröző is van.
A folyón számtalan cölöpösmalom volt korábban, ebből négy még ma is látható felújítva-újjáépítve, amelyek most múzeumként működnek (Jókán, Tallóson és Pozsonyeperjesen).
Kisebb számban voltak a folyón úszó hajómalmok is, ezek közül már csak egy rekonstruált látható a gútai holtágban.
A Duna és ágai háborítatlanul léteztek egészen addig, amíg ebbe a folyamatba bele nem avatkozott az ember. A folyó általában békésen folydogált a termékeny lapályon, néha azonban a megáradt víz veszedelmet jelentett a környékre. Alámosott, elsodort mindent, ami az útjában állt: gátat, kerítést, határmezsgyéket, fákat, de egész házakat is. Vitte magával a kavicsot, homokot, sarat és a termőföldet, azután másutt mindezt lerakta.

## Külső hivatkozások
- Kis-Duna Információs Portál
- Gútai hajómalom
- Jókai cölöpösmalom